# Академічне веслування на літніх Олімпійських іграх 2000
Змагання з академічного веслування на літніх Олімпійських іграх 2000 тривали з 17 до 24 вересня в Сіднейському міжнародному центрі регати в Пенріті (Австралія). Змагалися 547 спортсмени (363 чоловіки 184 жінки) з 51-ї країни. Розіграно 14 медалей.

## Медальний залік

### Чоловіки
| Дисципліни                                   | Золото | Срібло | Бронза |
| -------------------------------------------- | --- | --- | --- |
| Парні одиночки                               | Роб Водделл (NZL) | Ксено Мюллер (SUI) | Марсель Гаккер (GER) |
| Парні двійки                                 | Лука Шпік і Ізток Чоп (SLO) | Олаф Туфте і Фредрік Беккен (NOR)                                                                                                   | Джованні Калабрезе і Нікола Сарторі (ITA) |
| Парні четвірки                               | Італія (ITA) Агостіно Аббаньяле Алессіо Сарторі Россано Гальтаросса Сімоне Райнері                                                           | Нідерланди (NED) Йохем Верберне Дірк Ліппітс Дідерік Сімон Міхіл Бартман                                                            | Німеччина (GER) Марко Ґайслер Андреас Гаєк Штефан Фолькерт Андре Вілльмс                                                                                     |
| Розпашні двійки без стернового               | Мішель Андрйо і Ж. К. Роллан (FRA) | Тед Мерфі і Себастьян Беа (USA) | Метью Лонґ і Джеймс Томкінс (AUS) |
| Розпашні четвірки без стернового             | Велика Британія (GBR) Джеймс Крекнелл Стівен Редгрейв Тім Фостер Меттью Пінсент                                                              | Італія (ITA) Вальтер Молеа Ріккардо деї Россі Лоренцо Карбончіні Карло Морнаті                                                      | Австралія (AUS) Джеймс Стюарт Бен Додвелл Джефф Стюарт Бо Гансон                                                                                             |
| Вісімки зі стерновим                         | Велика Британія (GBR) Ендрю Ліндсей Бен Гант-Девіс Саймон Денніс Луїс Аттрілл Лука Ґрубор Кіран Вест Фред Скарлетт Стів Трепмор Роулі Дуглас | Австралія (AUS) Крістіан Раян Єлістер Ґордон Нік Порзіґ Роб Ярлінґ Майк Маккей Стюарт Велш Деніел Бурк Хайме Фернандес Бретт Гаймен | Хорватія (CRO) Ігор Францетич Тихомир Франкович Томислав Смолянович Никша Скелин Синиша Скелин Крешимир Чуляк Ігор Бораска Бранимир Вуєвич Сильвійо Петришко |
| Парні двійки, легка вага                     | Томаш Кухарський і Роберт Сич (POL) | Елія Луїні і Леонардо Петтінарі (ITA)                                                                                               | Паскаль Турон і Тібо Шапель (FRA) |
| Розпашні четвірки без стернового, легка вага | Франція (FRA) Лоран Порш'є Жан-Крістоф Бетт Їв Окде Ксав'є Дорфман                                                                           | Австралія (AUS) Саймон Берджесс Ентоні Едвардс Даррен Балмфорт Роберт Річардс                                                       | Данія (DEN) Серен Мадсен Томас Еберт Ескілд Еббесен Віктор Феддерсен                                                                                         |

### Жінки
| Дисципліни                    | Золото | Срібло | Бронза |
| ----------------------------- | --- | --- | --- |
| Парні одиночки                | Катерина Карстен (BLR) | Рум'яна Джаджарова-Нейкова (BUL) | Катрін Ручов-Штомпоровскі (GER) |
| Парні двійки                  | Яна Тіме і Катрін Борон (GER) | Піта ван Дісук і Еке ван Нес (NED) | Біруте Шакіцкене і Христина Поплавська (LTU)                                                                                                   |
| Парні четвірки                | Німеччина (GER) Майке Еверс Керстін Ковальські Маня Ковальські Мануела Лутце                                                                                               | Велика Британія (GBR) Гвін Баттен Міріам Баттен Кетрін Грейнджер Джилліан Ліндсей                                                                    | Росія (RUS) Оксана Дороднова Ірина Федотова Юлія Левіна Лариса Мерк                                                                            |
| Розпашні двійки без стернової | Джорджета Дам'ян-Андрунаке і Дойна Іґнат (ROU) | Кейт Слаттер і Рейчел Тейлор (AUS) | Карен Крафт і Мелісса Раян (USA) |
| Вісімки зі стерновою          | Румунія (ROU) Вероніка Кокеля Джорджета Дам'ян-Андрунаке Марія Магдалена Думітраке Ліліана Гафенку Елена Джорджеску Дойна Іґнат Елісабета Ліпе Йоана Олтяну Віоріка Сусану | Нідерланди (NED) Тесса Аппелдорн Карін тер Бек Піта ван Дісук Елін Мейєр Еке ван Нес Неллеке Пеннінкс Мартейнтьє Квік Аннеке Венема Маріке Вестергоф | Канада (CAN) Баффі Александер Ларісса Бізенталь Гезер Девіс Елісон Корн Тереза Люк Гезер Мак-Дермід Емма Робінсон Леслі Томпсон Дорота Урбаняк |
| Парні двійки, легка вага      | Констанца Піпоте-Бурчіке і Анджела Алупей (ROU) | Валері Вігофф і Клаудія Бласберґ (GER) | Крістін Коллінз і Сара Ґарнер (USA) |

## Таблиця медалей
| Місце                | Країна                | Золото | Срібло | Бронза | Загалом |
| -------------------- | --------------------- | ------ | ------ | ------ | ------- |
| 1                    | Румунія (ROU)         | 3      | 0      | 0      | 3       |
| 2                    | Німеччина (GER)       | 2      | 1      | 3      | 6       |
| 3                    | Велика Британія (GBR) | 2      | 1      | 0      | 3       |
| 4                    | Франція (FRA)         | 2      | 0      | 1      | 3       |
| 5                    | Італія (ITA)          | 1      | 2      | 1      | 4       |
| 6                    | Білорусь (BLR)        | 1      | 0      | 0      | 1       |
| 6                    | Нова Зеландія (NZL)   | 1      | 0      | 0      | 1       |
| 6                    | Польща (POL)          | 1      | 0      | 0      | 1       |
| 6                    | Словенія (SLO)        | 1      | 0      | 0      | 1       |
| 10                   | Австралія (AUS)       | 0      | 3      | 2      | 5       |
| 11                   | Нідерланди (NED)      | 0      | 3      | 0      | 3       |
| 12                   | США (USA)             | 0      | 1      | 2      | 3       |
| 13                   | Болгарія (BUL)        | 0      | 1      | 0      | 1       |
| 13                   | Норвегія (NOR)        | 0      | 1      | 0      | 1       |
| 13                   | Швейцарія (SUI)       | 0      | 1      | 0      | 1       |
| 16                   | Данія (DEN)           | 0      | 0      | 1      | 1       |
| 16                   | Канада (CAN)          | 0      | 0      | 1      | 1       |
| 16                   | Литва (LTU)           | 0      | 0      | 1      | 1       |
| 16                   | Росія (RUS)           | 0      | 0      | 1      | 1       |
| 16                   | Хорватія (CRO)        | 0      | 0      | 1      | 1       |
| Загалом (20 збірних) | Загалом (20 збірних)  | 14     | 14     | 14     | 42      |